# Annie Londonderry

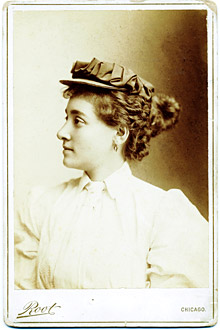
Annie Londonderry på 1890-talet.

Annie Londonderry, egentligen Anna Kopčovska, född cirka 1870 i Lettland, död 11 november 1947 i New York, var en entreprenör, idrottare och upptäcktsresande som år 1895 blev den första kvinnan som cyklade jorden runt.

## Privatliv
Annie Londonderry föddes i Lettland 1870, men flyttade till USA 1875. Hon blev amerikansk medborgare som fyra- eller femåring, och 1888 gifte hon sig med Simon "Max" Kopchovsky. Paret bodde i Boston, och fick tre barn. 
Det var ovanligt att en gift mor arbetade utanför hemmet, men Annie Londonderry arbetade med att sälja annonser för nyhetstidningar i Boston. 

## På cykel jorden runt
Londonderry sägs ha gjort sin resa som en del av ett vad, att en kvinna kunde cykla jorden runt på mindre än 15 månader. 
Den 27 juni 1894 lämnade Londonderry Boston på en 20 kilo tung damcykel. Hon anlände i Chicago den 24 september, 10 kilo lättare och tveksam till att fortsätta. Men med stöd från Sterling Cycle Works, som gav henne en 10 kilo lättare herrcykel, bestämde hon sig för att fullfölja resan. Hon åkte med båt från New York till Frankrike, där hon hånades för sin klädsel och fastnade i ett byråkratiskt regelverk. Därefter cyklade hon från Paris till Marseille, där hon tog en båt igen. Hon genomförde korta cykelturer där båten stannade till, bland annat i Alexandria, Singapore, Hongkong och Shanghai. 
Den 9 mars 1895 seglade Londonderry från Yokohama i Japan och anlände till San Francisco den 23 mars. Därifrån cyklade hon vidare, genom Los Angeles, och vidare till El Paso. 
Utanför Gladbrook i Iowa bröt hon handleden när hon kraschade in i en klunga med grisar, och hon fick cykla den sista biten av resan med gipsad handled. 
Den 12 september 1895 anlände hon åter i Chicago. 
Londonderry finansierade sin jordenruntresa genom att göra reklam och hålla föredrag under rutten. Hon bytte namn i samband med resan, då hon hade ett sponsoravtal med dricksvattenföretaget Londonderry Lithia Spring Water Company. 
Det är inte helt klarlagt vad är sant om Londonderrys resa, och vilka delar som hittades på för att öka hennes chanser att tjäna pengar på resan. Hon påstod att hon låg på sjukhus och hostade blod i två dagar efter att ha slagits medvetslös i en olycka i Stockton. Men i själva verket höll hon en föreläsning i Mozart Hall i Stockton kvällen efter olyckan.
Under föreläsningar i Frankrike presenterade hon sig som föräldralös, förmögen arvtagerska, medicinstudent vid Harvard, uppfinnare av en ny metod för stenografi och brorsdotter till en amerikansk senator. I USA berättade hon om hur hon jagade tiger i Indien tillsammans med tyska kungligheter, och hur hon kastades skottskadad i fängelse i Japan. 

Efter resan skrev hon om sina äventyr. En artikel i tidningen New York World från 20 oktober 1895 beskrev hennes resa som "the Most Extraordinary Journey Ever Undertaken by a Woman". Hon flyttade med sin familj till New York och fortsatte skriva för New York World under signaturen "The New Woman". I sin första artikel skrev hon:  
”Jag är en journalist och en ny kvinna, om denna term innebär att jag tror mig kunna göra vad som helst som en man kan göra.”